# Фридрих III (маркграф Мейсена)
Фри́дрих III Стро́гий (нем. Friedrich III. der Strenge; 14 декабря 1332, Дрезден, Маркграфство Мейсен — 21 мая 1381, Альтенбург) — маркграф Мейсена и ландграф Тюрингии с 1349 года. Сын Фридриха Серьёзного и Матильды Баварской.

## Биография
В 1349 году вместе с братьями Бальтазаром и Вильгельмом начал управлять Маркграфством Мейсен и Тюрингией.
Жена Фридриха Катарина фон Хеннеберг принесла ему в приданое часть графства Хеннеберг, включая город Кобург. Позже он купил Эльгерсбург, Цёрбиг, часть маркграфства Ландсберг и город Зангерхаузен.
После смерти Фридриха III Мейсен разделили трое его сыновей, а Тюрингию унаследовали братья. 
Его могила находится в монастыре Альтцелла.

## Брак и дети
Был женат на Катарине фон Хеннеберг. В этом браке были рождены:
- Фридрих (умер около 1350)
- Фридрих I Воинственный (1370—1428)
- Вильгельм II Богатый (1371—1425)
- Георг (1380—1401)